# Сіу Фоллс Скайфорс
Су Фоллс Скайфорс (англ. Sioux Falls Skyforce) — американський професійний баскетбольний клуб, який виступає в східній конференції центрального дивізіону Ліги розвитку НБА. Є фарм-клубом команди Національної баскетбольної асоціації «Маямі Хіт».

## Історія франдшизи

### Континентальна баскетбольна ліга
Клуб був створений у 1989 в місті Су-Форс, Південна Дакота, для участі в чемпіонаті СВА. Свої матчі проводили в Sioux Falls Arena. Су-Форс двічі вигравали чемпіонат СВА (1996, 2005), тричі приймали в себе матч всіх зірок (1996, 2000, 2003).
У сезоні 2001—2002 чемпіонат СВА до кінця не дограли через банкрутство ліги. «Су Фоллс Скайфорс» прийняли рішення виступати в Міжнародній баскетбольній лізі, але вже в наступному сезоні проблеми СВА були вирішенні і «Су Фоллс Скайфорс» повернулись до ліги.

### Ліга розвитку НБА
У 2006 році «Скайфорс» приєднались до Д-ліги. В перші два сезони вони потрапляли до плей-оф чемпіонату, наступного разу вони потрапили по плей-оф у сезоні 2009—2010, де програли в першому раунді команді «Талса 66». В 2013 році вони переїхали на нову арену в Sanford Pentagon. В 2014 році команда зіграла трохи краще, вигравши в першому раунді в команди «Кантон Чердж», і програла в півфіналі майбутньому чемпіону ліги «Форт-Вейн Мед Ендс».

## Статистика сезонів
| Сезон            | Дивізіон         | Регулярний сезон | Регулярний сезон | Регулярний сезон | Регулярний сезон | Плей-оф |
| Сезон            | Дивізіон         | Місце            | В                | П                | П%               | Плей-оф |
| Су-Фолс Скайфорс | Су-Фолс Скайфорс | Су-Фолс Скайфорс | Су-Фолс Скайфорс | Су-Фолс Скайфорс | Су-Фолс Скайфорс | Су-Фолс Скайфорс                                                                                             |
| ---------------- | ---------------- | ---------------- | ---------------- | ---------------- | ---------------- | --- |
| 2006-07          | Східний          | 2                | 30               | 20               | 60,0             | Виграли дивізіонний півфінал (Форт-Уерт Флайерс) 128—105 Програли дивізіонний фінал (Дакота Уизардс) 115—113 |
| 2007-08          | Центральний      | 2                | 28               | 22               | 56,0             | Виграли перший раунд (Дакота Уизардс) 101-89 Програли півфінал (Остин Торос) 99-93                           |
| 2008-09          | Центральний      | 4                | 25               | 25               | 50,0             | |
| 2009-10          | Східний          | 2                | 32               | 18               | 64,0             | Програли перший раунд (Талса 66) 2-1                                                                         |
| 2010-11          | Східний          | 7                | 10               | 40               | 20,0             | |
| 2011-12          | Східний          | 7                | 15               | 35               | 29,2             | |
| 2012-13          | Центральний      | 4                | 25               | 25               | 50,0             | |
| 2013-14          | Центральний      | 2                | 31               | 19               | 62,0             | Виграли перший раунд (Кантон Чардж) 2-1 Програли півфінал (Форт-Уейн Мед Ентс) 2-0                           |

## Зв'язок з клубами
Є фарм-клубом
- Маямі Хіт (2009 — н.ч.)

В минулому фарм-клуб
- Детройт Пістонс (2006—2007
- Шарлот Бобкетс (2007—2009)
- Міннесота Тімбервулфз (2006—2013)
- Філадельфія Севенті Сіксерс (2012—2013)
- Орландо Меджик (2011—2013)